# Emirates (flygbolag)

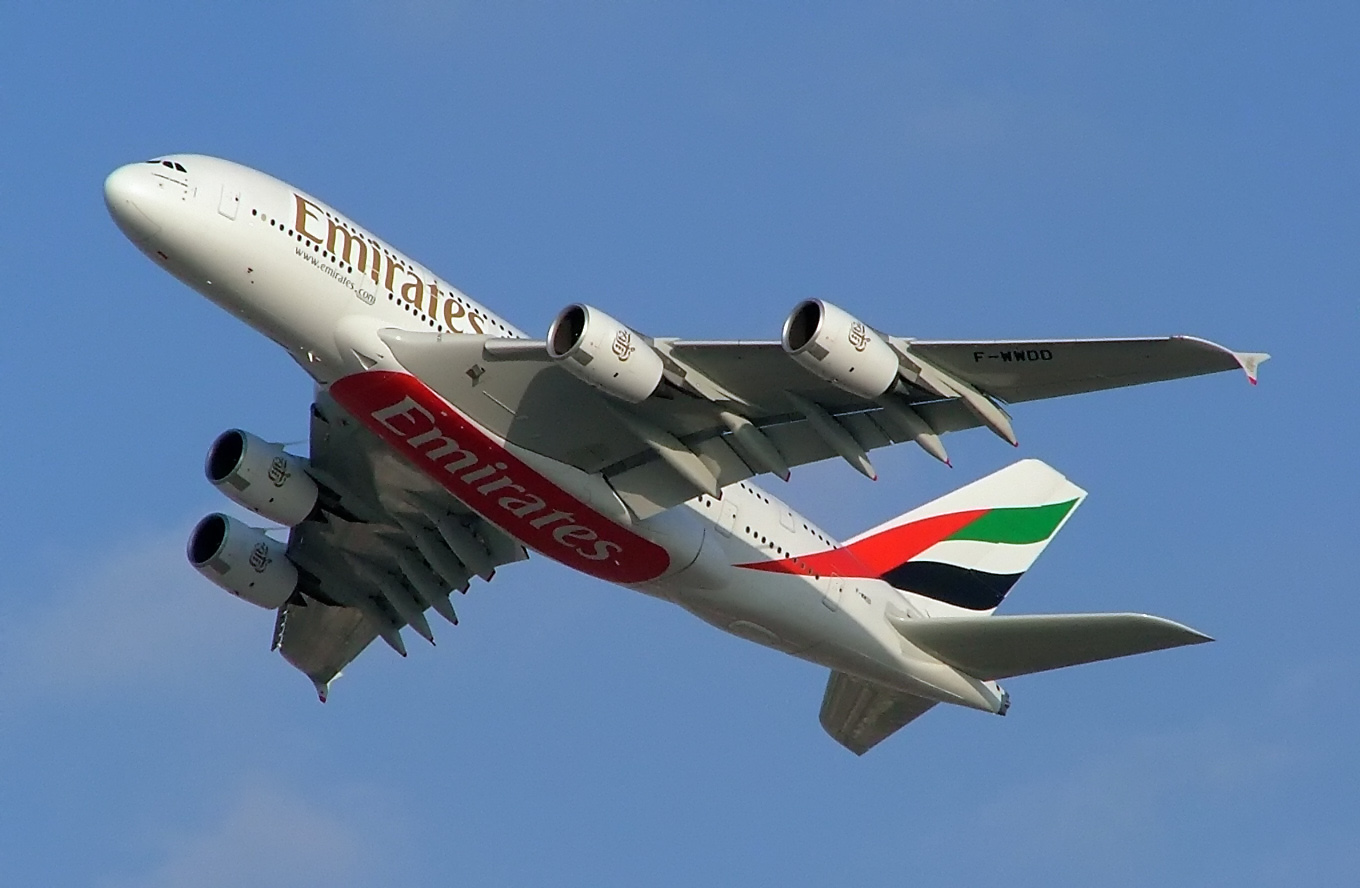
Airbus A380-800

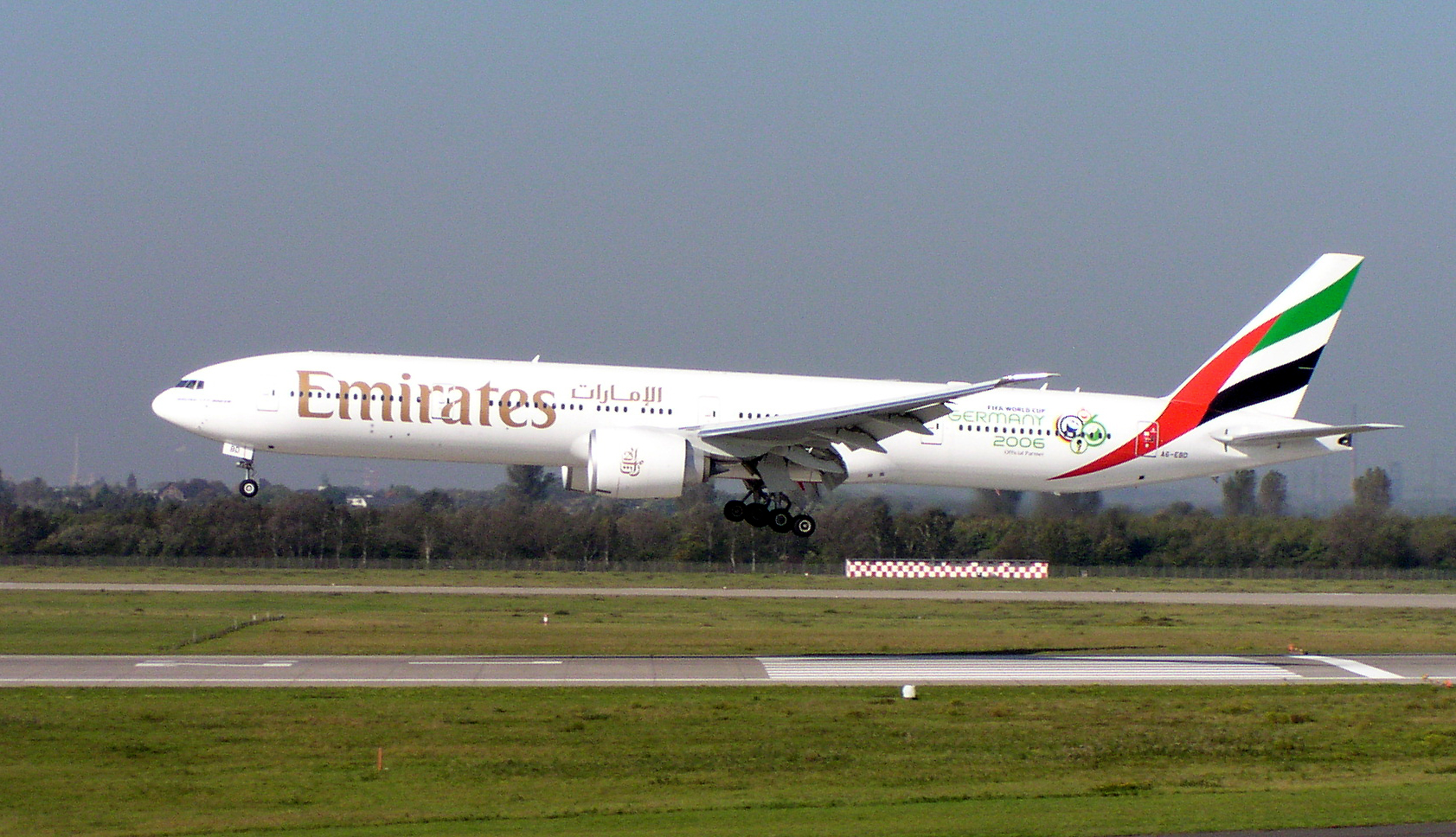
Boeing 777-300ER

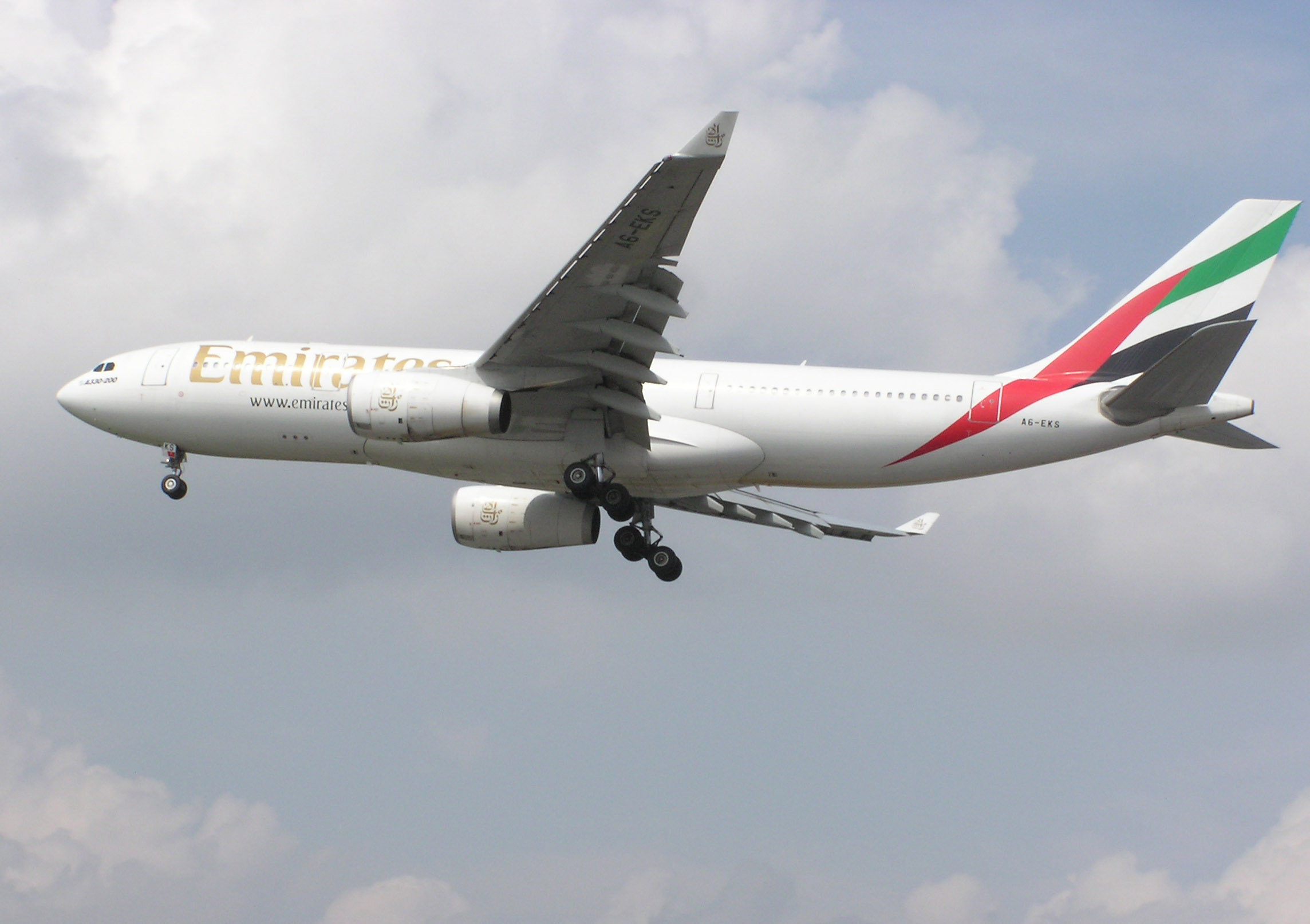
Airbus A330-200

Emirates (arabiska: الإمارات al-Imārāt) är ett flygbolag hemmahörande i Dubai, Förenade arabemiraten.